# Mihai Covaliu
Mihai Covaliu est un escrimeur roumain, sacré champion olympique au sabre aux Jeux olympiques de Sydney en 2000.
Il préside la Fédération roumaine d'escrime depuis avril 2013, en succession d'Ana Pascu.

## Palmarès
- Jeux olympiques
  -  médaille d'or aux Jeux olympiques de Sydney en 2000
  -  médaille de bronze aux Jeux olympiques de Pékin en 2008
- Championnats du monde d'escrime
  -  médaille d'or aux championnats du monde d'escrime 2005
  -  médaille d'argent aux championnats du monde d'escrime 2003
  -  médaille de bronze par équipes aux championnats du monde d'escrime 2001
  -  médaille de bronze aux championnats du monde d'escrime 2002
- Championnats d'Europe d'escrime
  -  Médaille de bronze en 2007
  -  Médaille de bronze en 2008